# دره مادریو-پرافیتا-کلارور
دره مادریو-پرافیتا-کلارور یک یخچال طبیعی در جنوب شرقی آندورا است. وسعت این منطقه ۴۲٫۴۷ کیلومتر مربع می‌باشد و حدود ۹ درصد از کل منطقه آندورا را پوشش می‌دهد و بخشی از دومین حوضه آبریز در آندورا است.
این منطقه در سال ۲۰۰۶ در میراث جهانی یونسکو به ثبت رسید.